# Blagoje Adžić
Blagoje Adžić (Lingua serba: Благоје Аџић; Pridvorica, 2 settembre 1932 – Belgrado, 1º marzo 2012) è stato un generale jugoslavo, poi serbo.
Il 21 settembre 1989 fu nominato Capo di Stato Maggiore dell'Armata Popolare Jugoslava e quindi responsabile delle azioni dell'esercito jugoslavo durante le guerre in Slovenia, Croazia e Bosnia ed Erzegovina. Fu poi destituito l'8 maggio 1992. È stato successivamente incriminato a Osijek per i crimini di guerra e genocidio.